# Научная фантастика

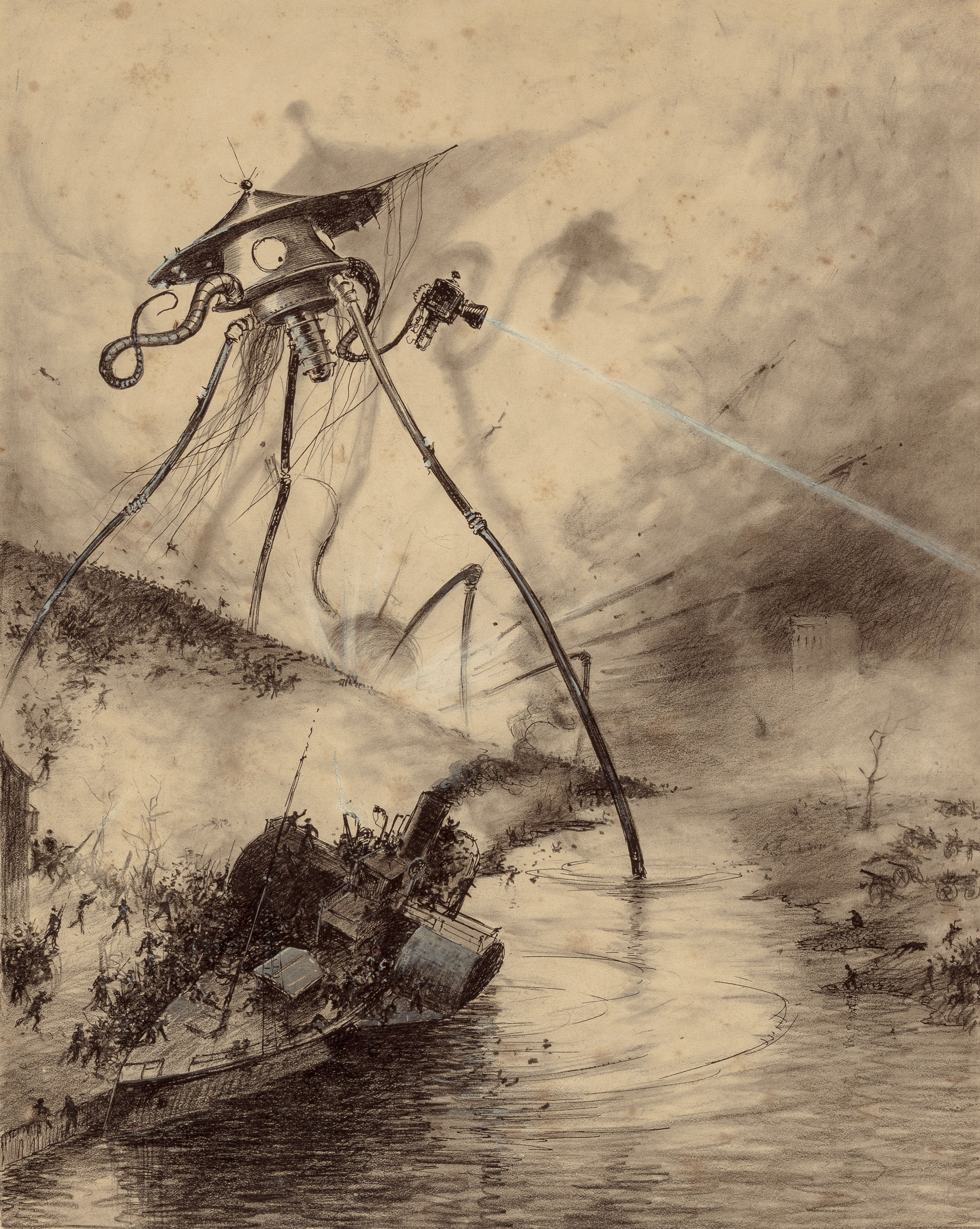
Марсианский боевой треножник из научно-фантастического романа Герберта Уэллса «Война миров»

Нау́чная фанта́стика, или сокращённо НФ (сай-фай, от англ. Science fiction, SciFi), — жанр в литературе, кино и других видах искусства, одна из разновидностей фантастики. Научная фантастика основывается на фантастических допущениях (вымысле, спекуляции) в области науки, включая как точные науки, так и естественные и гуманитарные. Эта разновидность фантастики описывает вымышленные технологии и научные открытия, контакты с нечеловеческим разумом, возможное будущее или альтернативный ход истории, а также влияние этих допущений на человеческое общество и личность. Действие научной фантастики часто происходит в будущем, что роднит этот жанр с футурологией.
Литературовед и критик Ю. Кагарлицкий отмечал, что одна из характерных особенностей научной фантастики — способность очень подчёркнуто выражать тенденции искусства своего времени: это обусловлено самой её природой. Как известно из теории информации, наибольшее количество информации передаёт неожиданное сообщение, фантастическое же сообщение именно и является такого рода неожиданностью по отношению к жизни в её обычных формах.
По формулировке Бориса Стругацкого, фантастический приём «обладает чудесным свойством обострять любую созданную писателем ситуацию, он служит своеобразным катализатором, усиливающим во много раз таинственную реакцию „читатель — книга“, — этот приём действует как своего рода острая приправа, способная облагородить любое сколь угодно пресное блюдо», что позволяет более эффективно решить стоящие перед автором задачи, в том числе задачу отражения действительности (например, в рамках социальной сатиры).
Использование термина «жанр» применительно к научной фантастике подвергается критике, так как существуют понятия «научно-фантастический рассказ», «научно-фантастическая повесть», «научно-фантастический роман»; кроме того, НФ переплавила в себе признаки волшебной сказки, мифа, приключенческой литературы. Также сомнению подвергается использование термина «метод» применительно к научной фантастике, поскольку она заимствовала у романтизма исключительность обстоятельств, а у реализма — стремление к психологической достоверности.

## Определение жанра

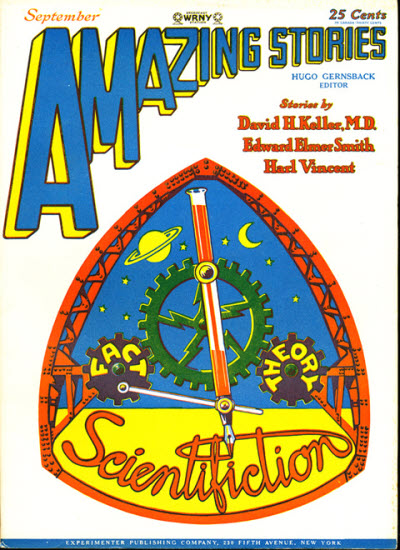
Обложка журнала Amazing Stories, сентябрь 1928 года

В критических дискуссиях о научной фантастике проблеме определения уделяется настолько значительное внимание, какое не проявляется в этом плане ни к детективу, ни к фэнтези. Определение, с которым были бы согласны все исследователи, отсутствует. При этом как попытки чёткого определения, так и вопрос, какие именно из произведений относятся к НФ, связаны с повсеместным несогласием спорящих.
Большинство критиков и литературоведов сходится на том, что научной фантастикой является литература, основанная на некоем допущении в области науки: появлении нового изобретения, открытии новых законов природы, иногда даже построении новых моделей общества (социальная фантастика).
В узком понимании научная фантастика — о сверхтехнологиях и научных открытиях, их захватывающих возможностях, их позитивном или негативном влиянии, о парадоксах, которые могут возникнуть. НФ в таком узком понимании будит научное воображение, заставляет думать о будущем и о возможностях науки. В более общем понимании НФ — это фантастика без сказочного и мистического, в которой фантастические события и явления имеют не сверхъестественное, а научное объяснение.

### Происхождение термина
«Научными» называл свои романы один из основоположников мировой фантастики XIX—XX веков Жюль Верн, что подчёркивало новизну и необычность сюжетов и проблематики его произведений для литературы XIX столетия. Другой же основоположник мировой фантастики, Герберт Уэллс, называл свои произведения «фантастическими», или «просто фантазиями».
По утверждению литературоведа профессора МГУ имени М. В. Ломоносова Елены Ковтун, в русском языке термин «научно-фантастический» впервые употребил в 1914 году фантаст и критик Яков Перельман, когда его произведение под заголовком «научно-фантастический рассказ» было опубликовано в журнале «Природа и люди». Однако, по мнению профессора Корнеллского университета Аниндита Банерджи, впервые термин «научная фантастика» появился в редакционной статье вышеупомянутого журнала «Природа и люди» ещё раньше — в одном из номеров за 1894 год.
Англоязычный аналог термина «научная фантастика» — «science fiction» (первоначально «scientific fiction», что означает «научный вымысел» или «научную беллетристику») — впервые употребил американский писатель и издатель Хьюго Гернсбек, в 1923 году посвятивший научно-фантастической литературе отдельный номер своего журнала Science and Invention. Гернсбек описал историю НФ и предложил перечень канонических авторов (Г. Уэллс, Э. А. По, Ж. Верн, Дж. Свифт, Э. Беллами, А. Меррит, Ф. Годвин и др.), чьи тексты не раз издавал в ряде своих журналов с обозначением жанра научной фантастики. Однако он использовал термин Scientifiction, который впервые напечатал в установочном номере издаваемого им журнала Amazing Stories (апрель 1926 года). Распространения термин не получил или использовался в ироническом смысле (например, Клайвом Льюисом). Современное понятие Science fiction (и его сокращение НФ — Sci-Fi) ввёл в широкий оборот редактор и активист фэндома Форрест Акерман.
Русское название жанра — «научная фантастика» — не является буквальным переводом английского словосочетания «science fiction», хотя оба термина несут один смысл и обозначают одни и те же приёмы и произведения. Словосочетание «science fiction» можно буквально перевести с английского как «научный художественный вымысел» или «художественный вымысел о науке». Тем не менее именно вариант «научная фантастика» прижился в русском языке. Пара fiction (художественный вымысел) — «фантастика» (без уточнения «научная», англ. speculative fiction) относится к «ложным друзьям переводчика».
Во французском, немецком и ряде других европейских языков используется заимствованное английское название, а для «просто» фантастики используются слова, аналогичные русскому (фр. Fantastique, нем. Phantastik, исп. Fantástico).

### Варианты определений
- Хьюго Гернсбек давал термину «science fiction» такое определение: «Под научной фантастикой я понимаю литературу в духе Жюля Верна и Герберта Уэллса — романтические истории, переплетающиеся с научными фактами и пророческим видением»[15].
- Классическое определение научной фантастики дал исследователь Дарко Сувин в работе 1972 года: «Литературный жанр, необходимым и достаточным условием которого является одновременное присутствие остранения и познания, а главным приёмом — изображение придуманного мира, альтернативного среде, окружающей автора». Дополняя это определение, в 1974 году Сувин отмечает: «В том случае, если НФ определяется через взаимодействие познания и остранения, если это литература возможного и рационального чуда или когнитивного остранения, то — несмотря на все стерильные гибриды — она фундаментально отличается от жанров, берущих своё начало в мифе: сказки, истории ужаса, того, что сейчас получило название героического фэнтези. Все они так или иначе говорят о проникновении антикогнитивных законов в эмпирическую реальность автора или о мирах, живущих по этим законам. <…> В НФ же персонажи и ситуации не перестают быть персонажами и ситуациями человеческого мира». Позднее Сувин предложил более чёткое определение научно-фантастического «новума»: «Отличительная черта повествовательной доминанты научной фантастики — наличие вымышленного нововведения („новума“, инновации), являющегося одновременно логичным продолжением современного технического прогресса и мысленным экспериментом, основанным на когнитивной логике». Под «новумом» подразумевается введённое в повествование техническое изобретение или открытие, отличающее художественный мир произведения от мира читателя; вокруг этого изобретения или открытия выстраивается сюжет и система персонажей[11].
- Писатель Кингсли Эмис определял научную фантастику как литературу, «описывающую ситуации, невозможные в известном нам мире, но гипотетически возможные на базе науки, технологии или псевдотехнологии человеческого или инопланетного происхождения».
- Согласно мнению писателя, издателя и исследователя Джеймса Ганна, характерная особенность научной фантастики — радикальное фантастическое изменение (discontinuity), нацеленное на то, чтобы вызывать не только удивление, то есть неконвенциональную реакцию, но и критическое осмысление, анализ. Как утверждает Ганн, научная фантастика, в отличие от фэнтези, которая может в целом игнорировать законы нашего (фактического) мира, обязательно их учитывает, отталкиваясь от них. Иначе говоря, фэнтези повествует о радикально ином мире и может не иметь никакого отношения к фактическому миру. Ганн отмечает, что своеобразный тест на «научно-фантастичность» может сводиться к вопросу: «Каким образом предъявленный в произведении мир достиг такого состояния?» или «Как герой оказался именно в этом локусе?» Если ответы оказываются нелогичными, не основываются на позитивном знании или хотя бы здравом смысле, то произведение следует относить не к НФ, а к фэнтези[8].
- Исследователь Карл Фридман утверждал: «Научно-фантастический мир не просто является иным по пространственно-временным параметрам по сравнению с параметрами нашего мира. Он интересен именно той инаковостью, которая и делает его иным. Кроме того, его инаковость конкретизирована и соотнесена с нашим миром в когнитивном континууме, что радикально отличает научную фантастику от иррационального остранения фэнтези или готической литературы (эти последние исподволь оправдывают status quo, обыденность, не предоставляя ей никакой альтернативы — только необъяснимые нарушения нормы)»[16].
- По мнению Айзека Азимова, научная фантастика — это «литература о влиянии научно-технического прогресса на человека».
- Писателю Н. Спинраду принадлежит парадоксальное по содержанию, но прагматическое по интонации определение: «Научная фантастика — это всё, что было опубликовано под этим названием»[11].
- По утверждению писателя и исследователя фантастики Георгия Гуревича, научная фантастика — «это такая область, где необыкновенное создаётся материальными силами — природой или человеком с помощью науки и техники. Фантастику, где необыкновенное создаётся нематериальными, сверхъестественными силами, не следует называть научной»[17].
- В 1970 году В. Ателинг-младший писал об английском термине «science fiction»: «Уэллс изначально использовал этот термин для обозначения того, что мы сегодня назвали бы „твёрдой“ научной фантастикой, в которой основанием для повествования выступает сознательное стремление опираться на уже известные (в момент написания) факты, и уж если в повествовании также встречалось некое чудо, то по крайней мере речь не должна была идти о целом арсенале чудес»[18][19].
- Г. Л. Олди (псевдоним творческого тандема: Дмитрия Громова и Олега Ладыженского) условно делит научно-фантастические допущения на естественнонаучные и гуманитарно-научные. К первым относится введение в произведение новых изобретений и законов природы, что характерно для твёрдой НФ. Ко вторым относится введение допущений в области социологии, истории, психологии, этики, религии и даже филологии. Таким образом создаются произведения социальной фантастики, утопии и антиутопии. При этом в одном произведении может сочетаться несколько видов допущений одновременно[2].
- Литературовед Н. И. Чёрная даёт такое определение научной фантастики: «…научной следует считать ту фантастику, в которой имеется или подразумевается научное или естественное объяснение необыкновенных чудесных явлений и событий»[20]:181.
- Сергей Снегов в 1992 году в предисловии к своей книге «Люди как боги» писал: «Раз фантастика, значит, нечто выдуманное, нечто отличное от реальной действительности. А раз научная, то, стало быть, в чём-то соответствует законам развития и познания мира, выражает какую-то реальность природы и человека — хоть и выдуманное, но правдивое зеркало глубинной человеческой сущности».
- Как пишет в своей статье Мария Галина, «Традиционно считается, что научная фантастика (НФ) — это литература, сюжет которой разворачивается вокруг какой-то пусть фантастической, но всё-таки научной идеи. Точнее будет сказать, что в научной фантастике изначально заданная картина мира логична и внутренне непротиворечива. Сюжет в НФ обычно строится на одном или нескольких как бы научных допущениях (возможна машина времени, передвижение в космосе быстрее света, „надпространственные тоннели“, телепатия и прочее)»[21].
- Литературовед и критик Юлий Кагарлицкий писал в публикации 1971 года: «Современная реалистическая фантастика на Западе справедливо называет себя научной. В этом выражается не обязательство „в литературной форме излагать достижения науки“, а нечто иное и неизмеримо большее. Связь современной реалистической фантастики с наукой выражается прежде всего в том, что она исходит из системы взглядов, именуемой иногда „научным гуманизмом“, иными словами, из современной модификации Просвещения. Именно в нём она находит точку опоры „вне хаоса“. <…> Эта фантастика потому и принимает название „научной“, что при всей недостоверности частных научных предположений, ею используемых, наука служит гарантом достоверности её общего взгляда на мир»[5].
- Писатель-фантаст филолог Евгений Лукин отмечал в 2000 году: «Для меня фантастика не просто литературный приём. С её помощью я пытаюсь разобраться в фантасмагории, которую мы в силу привычки именуем реальностью. А вот с так называемой „научной“ фантастикой отношения у меня всегда были несколько натянутые. Видите ли, двадцать лет назад слово „научная“ применительно к фантастике означало — помимо всего прочего — „прогрессивная“, „хорошая“ и даже „советская“. Отсутствие же „научности“ свидетельствовало об антикоммунистической направленности произведения. <…> …Сам термин „научная фантастика“ представляет собой очевидную бессмыслицу, поскольку наука и искусство несовместимы по способу отражения действительности. Научно-фантастическая художественная литература (с научной точки зрения) не более реальна, чем пятиугольный треугольник»[22].
- Российский фантастовед доктор филологических наук профессор Елена Ковтун предлагает вместо термина «научная фантастика» использовать термин «рациональная фантастика» и отмечает, что рациональная фантастика «предпочитает единую посылку рационального характера, где необыкновенное создаётся с помощью неизвестных пока законов природы или же силами науки и техники. Мир её логичен и строг: автор обязан следовать (или хотя бы не противоречить открыто) научным представлениям о вселенной, свойственным времени создания книги, „вписывая“ придуманную им фантастическую гипотезу в обыденную реальность, стараясь максимально сохранить привычный облик бытия»[23].

## Особенности

### Научная фантастика, мифология и сказка
Существует мнение, что научная фантастика является разновидностью современной мифологии. О тесной связи научной фантастики с фольклором и мифологией писал известный фантастовед А. Ф. Бритиков. Фантастика активно использует мифологию технической эры. В научной фантастике существует некий аналог мифологического времени и мифологического пространства. В качестве мифологического времени выступает мир будущего, который не вполне соотносится с реальным будущим: это мир изменённый, который допускает любой вымысел, но имеет прямую мировоззренческую основу в представлении о прогрессе, лежащем за пределами художественного мира, созданного воображением автора. В качестве мифологического пространства выступают далёкие звёздные системы, галактики, чужие миры — иначе говоря, научная фантастика имеет своё «тридевятое царство»:293,295.
Мифологическое время и мифологическое пространство выступают в качестве почти универсальных мотивировок: отнесение действия в далёкое будущее или другую галактику уже само по себе объясняет и существование необыкновенного прибора, и существование мыслящего океана («Солярис» Лема). Есть и ещё одна мотивировка, обладающая универсальностью: пришельцы или сверхцивилизации, которые в научной фантастике занимают место сказочных волшебников:295.
В качестве имеющего мифологические основы приводится, например, фантастическое допущение космического лифта. Даже такое фундаментальное мифолого-религиозное допущение, как всеобщее воскрешение умерших, нашло своё отражение в научной фантастике: в цикле романов Филипа Фармера «Мир Реки» воскрешение всего человеческого рода осуществляют инопланетяне.
Мифология входит в состав научно-фантастических фильмов. Большую роль в развитии фантастики сыграли связанные с научной мифологией рассказы о Големе и Франкенштейне. Фантастическое допущение о роботах впервые появилось в пьесе Карела Чапека «R.U.R.» и было воспринято в то время как чистая фантазия. Научные мифы основаны на достижениях науки, но их появление и развитие идёт успешнее и быстрее в научной фантастике (которую даже называют «экспериментальной лабораторией по созданию мифов»).
По мере утверждения в фантастике новых универсальных мотивировок, к которым всё больше и больше привыкало сознание читателей, новый фантастический мир всё больше обнаруживал тенденцию к тому, чтобы стать относительно замкнутой системой, явиться сам для себя мотивировкой, подобно тому, как это произошло когда-то со сказочной образной системой:296. Литературовед Татьяна Чернышёва отмечала по этому поводу:296:

Теперь достаточно перенести действие на планету X, и никаких больше пояснений не нужно. Это всё равно, что начать рассказ со слов: «В некотором царстве, в некотором государстве…» Каждый тотчас догадается, что это сказка, то есть, простите, научная фантастика.
С завершением мифотворчества в области фантастики, окончательным формированием новой системы фантастических образов как новой базы для художественной условности и прекращением притока новых конструктивных «идей» в НФ связан тот факт, что НФ всё более и более сближается с «мейнстримом» в литературе, перестаёт быть особым жанром, а также возросшая трудность определения границ между НФ и фэнтези, «просто» фантастикой и НФ. Кингсли Эмис отмечал по этому поводу, что если когда-то космический корабль был достаточен для НФ, то теперь он часто оказывается лишь средством ввести характеры в чужую среду, не более фантастичным, чем аэроплан или такси; если же говорить об общих симпатиях фантастики, то её стали больше интересовать политика и экономика, чем космос и техника:298—301.
Иными словами, НФ всё больше становится литературой, а характерные для НФ образы и ситуации всё чаще используются как символ, иносказание. Буквальность образов, прежде смущавшая исследователей, встречается всё реже и реже:301.
Мир научной фантастики, создаваемый коллективными усилиями фантастов, во многом повторяет структуру, характер и функции фантастического мира фольклорной волшебной сказки. Так, в основе поэтики НФ лежит, по утверждению литературоведа Е. М. Неёлова, сказочная абсолютность — это проявляется и в образах героев НФ, в которых абсолютно реализуются жанровые роли «учёного», «не-учёного», «чудесного персонажа», и в сходстве с фольклорными волшебными предметами многообразной научно-фантастической техники (например, космический корабль, внешне непохожий на ковёр-самолёт, наследует все его абсолютные свойства и качества). Основные признаки такого рода воображаемых конструкций — характерная также и для фольклорных волшебных предметов непрерывность действия и неисчерпаемость энергии:49—50. Фантастический мир — всегда ограниченный, замкнутый мир, что характерно и для фольклорной волшебной сказки, в которой граница, отделяющая сказочный мир от реального, очень прочна, пространство замкнуто, а время неопределённо по отношению к историческому. Фантастический мир закрыт, но он бесконечен, бесконечность закрытого фантастического мира предстаёт как бесконечность вариативности — эта особенность присуща опять-таки и фольклорной сказке, и литературной фантастике:52—54.
Неёлов также отмечает, что в научной фантастике действует присущая сказке закономерность, открытая Д. С. Лихачёвым, –— «отсутствие сопротивления среды». По Д. С. Лихачёву, «Физическая среда сказки сама по себе как бы не знает сопротивления. …Не имеет сказка и психологической инерции. Герой не знает колебаний: решил — и сделал, подумал — и пошёл. <…> Герой отправляется в путь и достигает цели без усталости, дорожных неудобств, болезни, случайных, не обусловленных сюжетом попутных встреч и т. д.» Эти же особенности можно отметить и применительно к научной фантастике:62.

### Научная фантастика и наука
Хороший научно-фантастический роман должен быть правдоподобен, должен внушать читателю убеждение, что все описываемые события при известных условиях могут иметь место…
Качественная научная фантастика ставит перед собой те же задачи, что и литература в целом: в центре её внимания человек, социальные и философские проблемы, а не научные гипотезы как таковые. Следует разграничивать применение фантастики для обоснования и развития гипотезы, являющегося основным содержанием научно-фантастического произведения, и применение научной гипотезы для воплощения идейно-художественного замысла. Наглядно-образная художественная форма не может сама по себе заменить научную аргументацию и помочь обосновать авторскую научную гипотезу, добиться научной достоверности и убедительности, поэтому, когда фантастическая художественная форма применяется только в целях научного доказательства, автор тем самым обесценивает её и подрывает доверие читателей к своему творчеству:224.
Научная фантастика далека от таких когда-то приписывавшихся ей целей, как пропаганда науки и техники и их популяризация, прогнозирование путей их будущего развития. НФ не является результатом синтеза науки и искусства или их методов:227, не должна выходить за пределы художественной литературы и ставить перед собой задач, чуждых литературе, иначе она смыкается по своему содержанию и предназначению с научно-популярной литературой и теряет своё художественное своеобразие:223. Результатом синтеза художественной фантастики и серьёзной науки неизбежно является двойной проигрыш: обеднение фантастической формы, «человеческого» содержания произведения и вульгаризация научной гипотезы:224.
Тезис о якобы присущем научной фантастике особом типе «научно-художественного» мышления был подвергнут сомнению в 1960—1970-х годах, сначала в отношении творчества А. Н. Толстого, К. Чапека, О. Стэплдона, Р. Брэдбери, П. Вежинова, а потом и применительно к остальным фантастам, начиная с Г. Уэллса. Стала очевидна условность определения «научная». Научная фантастика, как считает большинство литературоведов, «стремится не к сковывающему воображение строго научному обоснованию… вымысла, а лишь к его внешнему наукообразию» (формулировка Н. Чёрной). Во второй половине XX века стало ясно, что фантастика отказывается от цели популяризировать теории и достижения науки, предоставив решать эту задачу научно-популярной литературе. Научно-популярная литература уже не нуждается в беллетристической форме и увлекательном сюжете, поскольку возросшая роль науки в обществе, её превращение в непосредственную производительную силу предоставили научно-популярным книгам очень широкую читательскую аудиторию:6.
Для научно-фантастической идеи (научно-фантастического допущения) характерна метафоричность и условность, которую часто отказываются признать литературоведы и писатели, хотя признаю́т условность художественного образа в литературе нефантастической. Научно-фантастическую идею не следует оценивать по критерию буквальной научной правды, она всегда метафорична и своей многозначностью ближе к художественному образу, чем к логическому понятию.

#### Научная фантастика и футурология

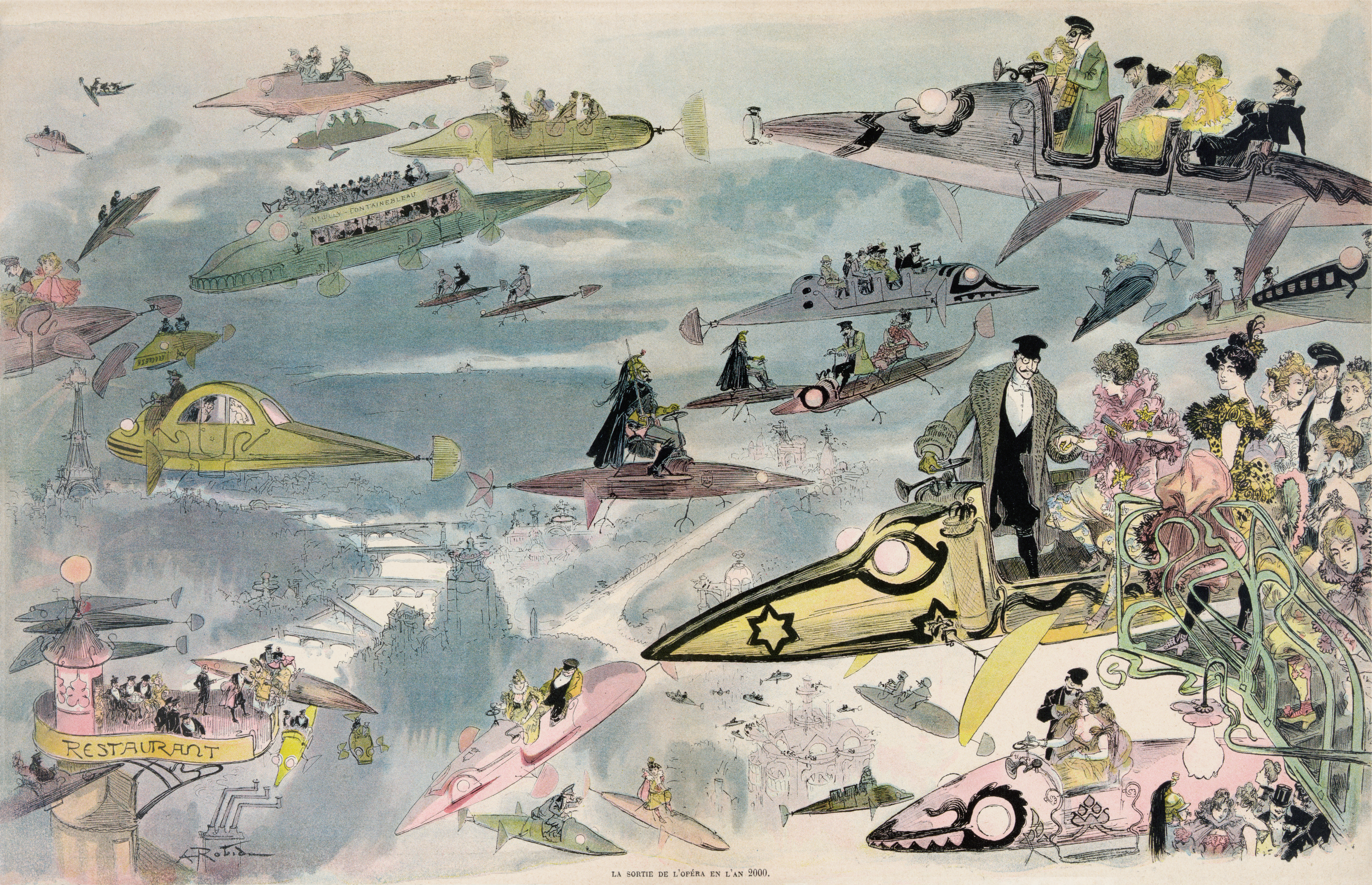
2000 год в представлении Альбера Робида (1902)

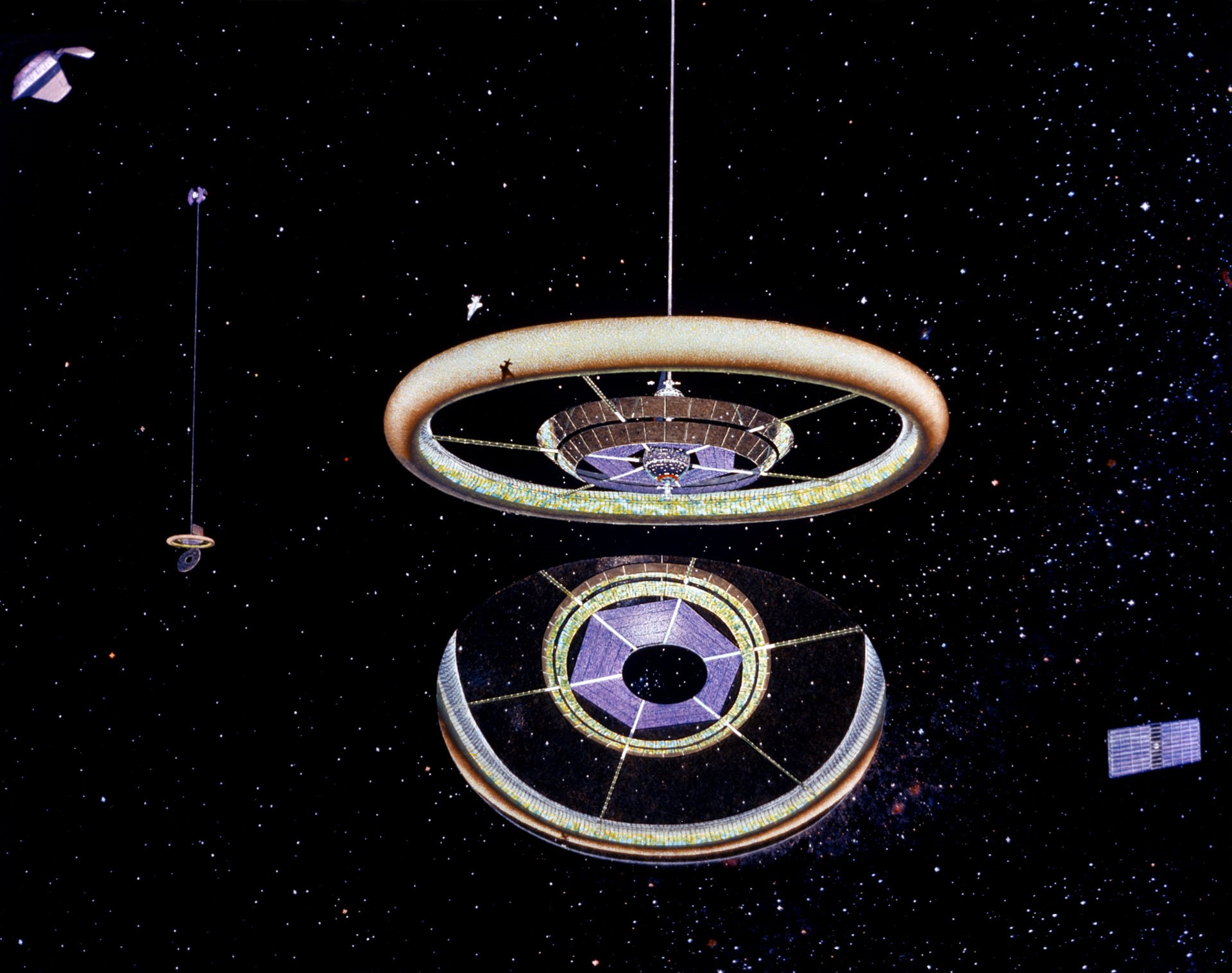
Стэнфордский тор — проект космической станции будущего, нашедший воплощение в десятках фантастических произведений

Часто действие НФ происходит в далёком будущем, что роднит НФ с футурологией, наукой прогнозирования мира будущего. Некоторые НФ-писатели посвящали своё творчество литературной футурологии, попыткам угадать и описать реальное будущее Земли, как это делали Артур Кларк, Станислав Лем и др. Однако многие писатели пользуются будущим лишь как сеттингом, позволяющим полнее раскрыть идею их произведения. Авторы антиутопий и постапокалипсиса стремятся предупредить читателей об опасностях бездумного использования достижений прогресса и репрессивных форм государства и общества.
Высказывается мнение, что изображаемые в фантастике ситуации, моделирующие будущее, не имеют отношения ни к реальному, ни к ожидаемому будущему. Будущее используется лишь как оправдание для фантастических конструкций. Так, К. Г. Фрумкин отмечает, что в тех случаях, когда имеет место прогноз, его «используют прежде всего как аргумент, призванный скорректировать человеческое поведение. Например, прогноз последствий ядерной войны используется для того, чтобы ядерная война никогда не произошла. Получается, что картина будущей войны содержит в себе внутреннее противоречие». По мнению Ольги Славниковой, «Будущее в фантастике только маскируется под некий образ времени, до которого человечество может доплыть либо не доплыть. На самом деле это виртуальный феномен, мыслительная конструкция, где на особом, достаточно формализованном образном языке моделируется та или иная актуальная ситуация». Сергей Переслегин полагает, что «реальное будущее» непознаваемо и не привлекает к себе внимание читателей и авторов фантастики, так как любой прогноз представляет собой лишь интерпретацию фактов настоящего: «И фантаст, и футуролог работают с проблемой „сейчас и здесь“ прежде всего потому, что именно эти проблемы занимают их самих, издательства и читательскую аудиторию. „Реальное будущее“ настолько не вписывается ни в один из туннелей реальности, принадлежащих сегодняшнему дню, что воспринимается даже не как „невозможное“, а как „неинтересное“».
Фантастика о будущем и научная фантастика — не совсем одно и то же. Действие многих научно-фантастических произведений происходит в условном настоящем («Великий Гусляр» К. Булычёва, большинство книг Ж. Верна, рассказы Г. Уэллса, Рэя Брэдбери) или даже прошлом (книги о путешествиях во времени). В то же время в будущее иногда помещают действие произведений, не связанных с научной фантастикой. Например, действие многих произведений фэнтези происходит на Земле, изменившейся после ядерной войны: «Шаннара» Т. Брукса, «Пробуждение каменного бога» Ф. Х. Фармера, «Сос-верёвка» Пирса Энтони. Поэтому более надёжный критерий — не время действия, а область фантастического допущения.

## История

### Истоки научной фантастики
Научная фантастика сформировалась под влиянием фантастической традиции предыдущих столетий и является развитием и продолжением в новых условиях специфической фантастической формы художественного ви́дения и осознания действительности. К предтечам научной фантастики относят Лукиана, Сирано де Бержерака:293, Ф. Бэкона:59, Рабле, Свифта, Вольтера, представителей романтизма (Гофмана, По и др.):8—9, натурфилософские эссе эпохи Просвещения:289. Также к «предкам» научной фантастики относят утопию, миф, сказку, басню:289, античную мениппею:59, получившие распространение в средние века космографии, религиозные легенды, суеверные фольклорные рассказы о сверхъестественных явлениях и чудесах:153.
Применявшийся Свифтом приём «додумывания» до конца фантастической ситуации был развит позднее в творчестве Уэллса, но уже в рамках эстетических принципов реалистического искусства, и стал основой создания художественной иллюзии правдоподобия в фантастике. Сатира Свифта показывает явное органическое родство, а нередко и идентичность сатирических и фантастических приёмов изображения действительности. К фантастическому в «Путешествиях Гулливера» приводит переразвитие сатирических приёмов и характеристик за грань возможного; в свою очередь, на почве фантастики в романе Свифта возникает ряд сатирических приёмов (сатирическая аналогия, обессмысливание, сведение к абсурду, остранение и т. п.):16.
Из представителей романтизма ближе всех к научной фантастике оказался Эдгар По. Его рассказ «Необыкновенное приключение некоего Ганса Пфааля» сочетает в себе «космическую» фантастику и данные науки того времени, художественное правдоподобие в этом рассказе достигается именно с помощью научных подробностей. Это средство создания правдоподобия сыграло очень значимую роль в становлении фантастики нового, современного типа:24—25. Также окончательное утверждение научно-фантастической литературы связывают с выходом книги Мэри Шелли «Франкенштейн»:59.

### Зарубежная НФ XIX—XXI веков

#### Кинематограф и телевидение

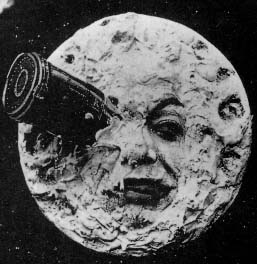
«Путешествие на Луну» (1902) режиссёра Жоржа Мельеса считается первым научно-фантастическим фильмом

Пионером кинофантастики был французский режиссёр Жорж Мельес, который в конце XIX — начале XX века снял ряд фантастических фильмов, в том числе знаменитое «Путешествие на Луну». Мельес, бывший циркач, создал первые спецэффекты, позволявшие изображать на экране невозможное в жизни.
В дальнейшем развитие кинофантастики было неразрывно связано с реальным научно-техническим прогрессом, так как этот жанр сильно зависел от технологий, позволявших воплощать на экране фантастические образы — мир будущего, космос, инопланетян, роботов.
Большое развитие фантастика получила в немецком кинематографе 1920-х годов — в частности, антиутопический немой фильм «Метрополис» (1927) многими знатоками признаётся одним из лучших фантастических фильмов в истории.
Однако подлинного расцвета фантастическое кино достигло в Голливуде, где фильмы в жанрах научной фантастики и родственных ей — ужасов, супергероики, фэнтези — были в числе самых популярных и прибыльных. Среди культовых фильмов середины XX века — «День, когда Земля остановилась» (1951), «Запретная планета» (1956) и «Планета обезьян» (1968), американо-британская «Космическая одиссея 2001 года» (1968) Стэнли Кубрика по сценарию Артура Кларка.
Большое влияние на массовую культуру и развитие фантастики также оказали телесериалы, особенно «Сумеречная зона» и «Звёздный путь» (США), «Доктор Кто» (Британия).
Огромным прорывом для кинофантастики стало появление в конце 1970-х годов цифровых спецэффектов и компьютерной графики, позволивших рисовать на экране «невозможные» (в реальном мире) сцены. В числе первых фильмов, применявших компьютерную графику, были «Звёздные войны» (1977) и «Трон» (1982), причём последний вывел эти технологии на новый уровень. Благодаря небывалому коммерческому успеху «Звёздных войн» и появлению новых технологий кинофантастика с начала 1980-х годов переживает бум популярности, фантастические киноленты становятся блокбастерами. Создатели кинофантастики 1980-х и 1990-х годов, такие как Джеймс Кэмерон, Ридли Скотт, Пол Верховен, Вачовски, подобно современным им писателям, избрали более критический и пессимистический уклон, рисуя постапокалиптическое или антиутопическое будущее — примерами, в частности, могут служить киносерии «Терминатор», «Матрица», «Чужой».
Новым витком в развитии технологий кинофантастики стал фильм Джеймса Кэмерона «Аватар» (2009), который довёл до небывалых высот технологию 3D-кинематографа.
В мультипликации научная фантастика лучше всего представлена в работах японских аниматоров, таких как Кацухиро Отомо, Сёдзи Кавамори, Мамору Осии, Макото Синкай, Хидэаки Анно. Кинофантастика также хорошо представлена во Франции, к примеру в работах мультипликатора Рене Лалу.

#### Литература

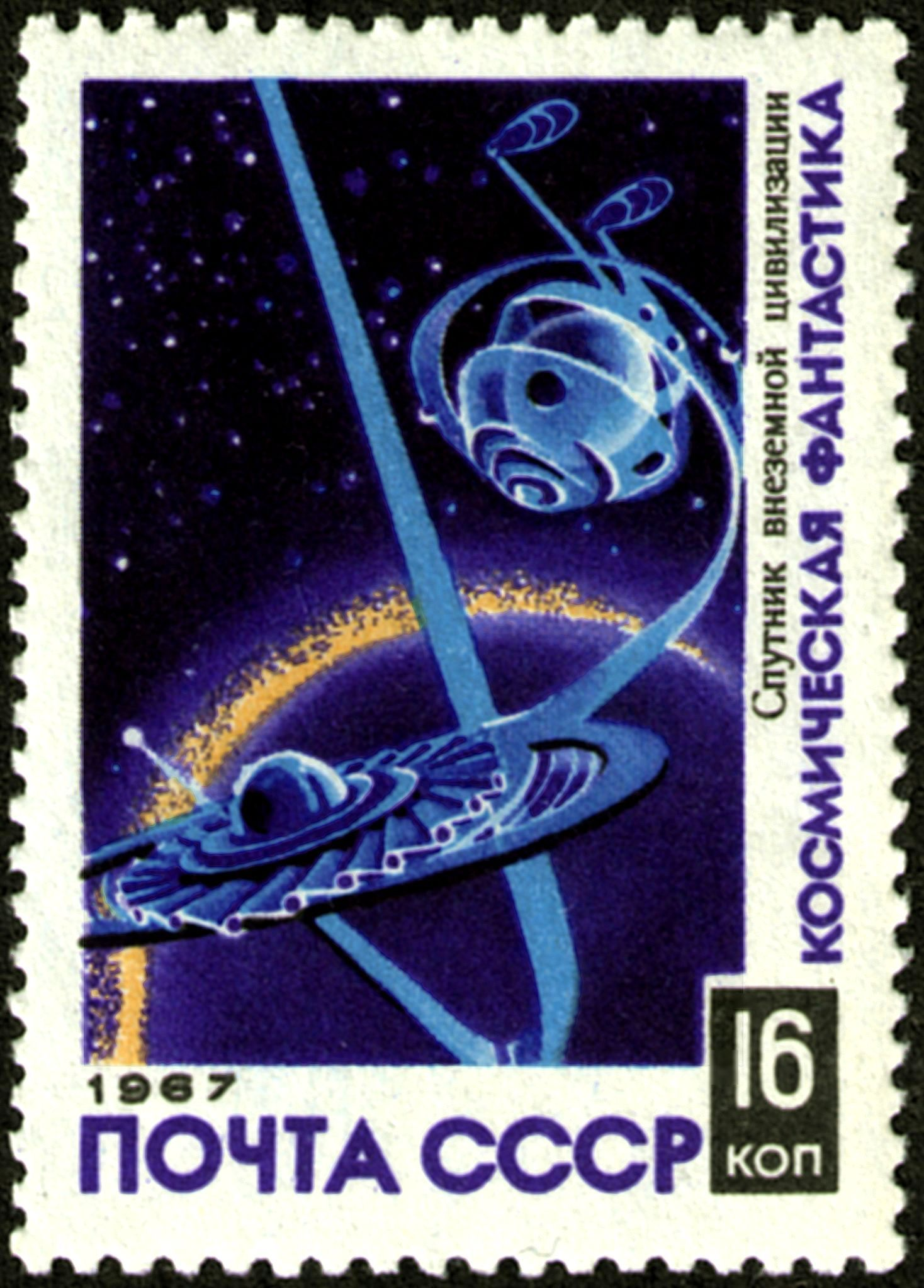
Советская почтовая марка 1967 года, посвящённая космической фантастике

### В России и СССР

#### Кинематограф и телевидение
Начиная с середины 1950-х годов на киноэкраны в СССР выходят успешные фантастические фильмы: «Тайна двух океанов», «Планета бурь», «Человек-амфибия», «Петля Ориона» и многие другие. Неудачной оказалась экранизация «Туманности Андромеды» И. Ефремова:79. Андрей Тарковский снял фильмы «Солярис» по одноимённому роману С. Лема и «Сталкер» на основе повести А. и Б. Стругацких «Пикник на обочине»:80. В 1970-е годы Р. Н. Викторов создал ряд популярных кинофантастических фильмов: «Отроки во Вселенной», «Москва — Кассиопея», «Через тернии к звёздам». Были также сняты анимационные фильмы «Контакт» (режиссёр В. И. Тарасов по сценарию Стругацких), «Тайна третьей планеты» (режиссёр Р. А. Качанов по произведениям Кира Булычёва):82. С начала 1970-х годов периодически снимались многосерийные фантастические телефильмы, в основном для детей и юношества: «Капитан Немо», «Приключения Электроника», «Гостья из будущего», «Крик дельфина»:88.
В постсоветской России нередко снимаются фантастические фильмы (такие, как «Обитаемый остров», «Хардкор», «Притяжение», «Пришелец»). Подавляющая часть из них — сугубо развлекательные.

#### Живопись
У истоков советской кинофантастики и фантастической живописи стоял Ю. П. Швец, создававший как работы для кинофильмов, так и оригинальные работы на космические и научно-фантастические темы:92. Г. И. Покровский, учёный-физик, доктор технических наук, создал ряд художественных произведений на фантастические, футурологические и космические темы. Ряд картин на космическую тематику написал космонавт Алексей Леонов, первоначально работавший в соавторстве с профессиональным художником — Андреем Соколовым:93. В жанре фантастической живописи работали оформители молодёжных научно-популярных изданий: А. Н. Побединский, Н. М. Кольчицкий, Р. Авотин, сотрудничавшие с журналами «Знание — сила», «Юный техник», «Техника — молодёжи» и писавшие иллюстрации к литературным фантастическим произведениям, делавшие оформление обложек и титулов:97.
В СССР также периодически организовывались выставки фантастической и космической живописи, приуроченные к тем или иным знаменитым событиям. Так, в 1974 году в Баку была проведена тематическая выставка «Космос завтрашнего дня», в 1983 году в Москве — выставка «Время — Пространство — Человек»:99—100.

## Разновидности
Научная фантастика за свою историю развилась и разрослась, породила новые направления и поглотила элементы более старых жанров, таких как утопия и альтернативная история. Научную фантастику классифицируют в основном по области допущения: открытия и изобретения, ход истории, организация общества, путешествие во времени и др. Деление на направления достаточно условно, так как одно и то же произведение может сочетать элементы сразу нескольких видов фантастики.

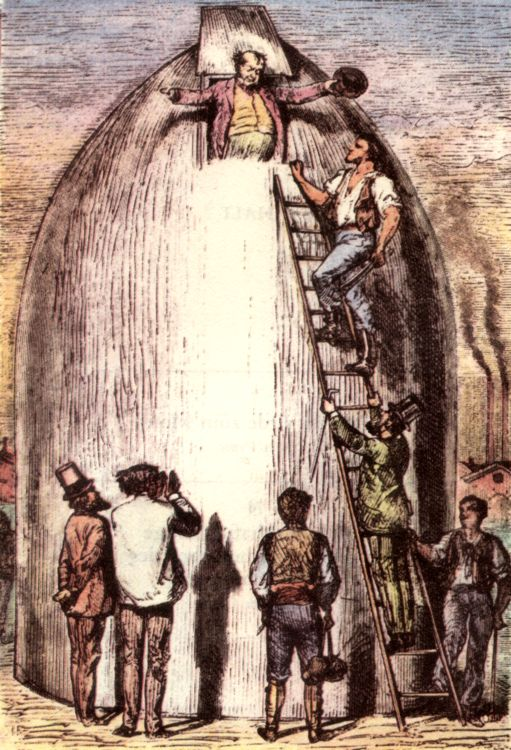
«С Земли на Луну» Жюля Верна

### «Твёрдая»
Старейший и первоначальный жанр научной фантастики. Его особенностью является жёсткое следование известным на момент написания произведения научным законам. В основе произведений твёрдой НФ лежит естественнонаучное допущение: например, научное открытие, изобретение, новинка науки или техники. Айзек Азимов предложил различать «социально-фантастические» и «строго научные» фантазии: основу «социально-фантастических» составляют общественные науки, а «строго научных» — естественные.
До появления других видов НФ «твёрдую» научную фантастику называли просто «научной фантастикой». Термин hard science fiction впервые был использован в литературной рецензии P. Schuyler Miller, опубликованной в феврале 1957 года в журнале Astounding Science Fiction.
Классикой «твёрдой» НФ называют некоторые книги Жюля Верна («20 000 льё под водой», «Робур-завоеватель», «С Земли на Луну прямым путём за 97 часов 20 минут»), романы Артура Конана Дойля («Затерянный мир», «Отравленный пояс», «Маракотова бездна»), произведения Александра Беляева. Константин Циолковский, помимо своих научных работ, написал несколько научно-фантастических произведений: «На Луне» (1893) и «Вне Земли» (1918), — а также участвовал в качестве консультанта при съёмках научно-фантастического фильма «Космический рейс».
Отличительной особенностью этих книг была детальная научно-техническая база, а в основе сюжета лежало, как правило, новое открытие или изобретение. Авторы «твёрдой» НФ совершили немало «предсказаний», правильно угадав дальнейшее развитие науки и техники. Так, Верн описывает вертолёт в романе «Робур-завоеватель», самолёт во «Властелине мира», космический полёт в «С Земли на Луну…» и «Вокруг Луны». Уэллс предсказал видеосвязь, центральное отопление, лазер, атомное оружие. Беляев в 1920-е годы описал космическую станцию (в романе «Звезда КЭЦ»), радиоуправляемую технику.
«Твёрдая» НФ была особенно развита в СССР, где остальные жанры фантастики не приветствовались цензурой. Особо распространена была «фантастика ближнего прицела», рассказывающая о событиях предполагаемого недалёкого будущего — в первую очередь колонизации планет Солнечной системы. К наиболее известным образцам фантастики «ближнего прицела» относятся книги Г. Гуревича, Г. Мартынова, А. Казанцева, ранние книги братьев Стругацких («Страна багровых туч», «Стажёры»). Они рассказывали о героических экспедициях космонавтов на Луну, Венеру, Марс; в пояс астероидов. В этих книгах техническая достоверность в описании космических полётов сочеталась с наивными представлениями об обитаемости соседних планет — тогда ещё сохранялась надежда найти на них жизнь.
Хотя основные произведения «твёрдой» НФ были написаны в XIX и первой половине XX века, многие авторы обращались к этому жанру и во второй половине XX века. Например, Артур Кларк в своей серии книг «Космическая одиссея» опирался на строго научный подход и описал развитие космонавтики, очень близкое к реальному.
В последние годы, по мнению Эдуарда Геворкяна, жанр переживает «второе дыхание». Примером может служить учёный-астрофизик Аластер Рейнольдс, который удачно сочетает твёрдую научную фантастику с космооперой и киберпанком (так, например, все космические корабли у него досветовые). Отнесение того или иного произведения к твёрдой научной фантастике часто служит предметом споров

### Социальная (социально-философская)
Её противопоставляют научной фантастике в узком значении этого термина. В то время как Жюль Верн являлся представителем научной фантастики в узком смысле, Уэллс являлся представителем фантастики социально-философской. Научность в системе фантастической образности Ж. Верна и Г. Уэллса играет принципиально разную роль: для Жюля Верна наука была содержанием его произведений, пропаганда и популяризация науки — целью его фантастики, в творчестве же Уэллса наука — один из художественно-эстетических компонентов создаваемой средствами фантастики картины современного мира:202, Уэллс стремился к осмыслению важных социально-нравственных и политико-философских проблем современности. Отсюда и различие в форме выражения: Жюль Верн обратился к жанру романа-путешествия, приключенческого романа, Уэллс же — к научно-фантастическому роману с социально-философской проблематикой. Научность произведений Уэллса в значительной мере условна, характерно не столько научное обоснование фантастических допущений, сколько лишь внешнее наукообразие, а правдоподобие достигается с помощью художественной иллюзии:133. Традиция Уэллса оказалась более действенной и глубокой по сравнению с традицией Жюля Верна, поскольку в большей мере соответствует природе художественного мышления.
Социальной фантастике присущ широкий спектр возможностей, благодаря общему стремлению фантастики к синкретизму эта разновидность фантастики позволяет не только ставить социальные проблемы, но и затрагивать их в тесной связи с философскими, мировоззренческими, этическими проблемами. Задачи социально-философской фантастики намного шире, чем исследование социальных последствий научно-технического прогресса. Авторы социально-фантастических произведений подвергают анализу важнейшие законы развития человеческой цивилизации, затрагивают вопросы о сущности человека и о его взаимоотношениях с другими живыми существами, другими типами разума, об отношениях человека с миром природы в целом.
Социально-философская фантастика с самого начала обнаруживает собственные идейно-художественные особенности: глобальность проблематики и её гуманитарную
направленность, намного бо́льшую по сравнению с «твёрдой» НФ разработанность характеров, нередко — сочетание с иронией, юмором, сатирой, склонность к интеллектуальной игре, парадоксам, сложным сюжетным схемам, а не простейшим авантюрным интригам или описаниям путешествий. «Наукообразный» вид фантастического допущения в социально-философской фантастике нередко представляет собой пародию или маску, лишь внешне напоминающую фантастическую гипотезу.
В социально-философской фантастике фантастическое допущение представляет собой, согласно формулировке Стругацких, «не самоцель, а мощное средство, приём, позволяющий выделить в чистом виде главную и подчас чрезвычайно важную мысль; поставить перед читателем проблему, над которой тот никогда прежде не задумывался… Из такого понимания смысла фантастического приёма… вытекают две её [фантастики] особенности: социальная критика и забота о судьбах человечества».
По мнению Е. Н. Ковтун, социально-философская фантастика «обязана своим существованием не столько успехам естественных наук, сколько общей тенденции развития литературы XX в., тяготеющей к изображению человека как части человечества, стремящегося, по словам Т. Манна, „чувствовать и мыслить в общечеловеческом плане“».
Герберт Уэллс в автобиографии, подводя итог своему творчеству, называл фантастику своего рода умозрительной социологией: «Социология не может быть ни просто искусством, ни наукой в узком смысле этого слова, она собрание знаний, представляемых в вымышленной форме с присутствием личного элемента, иначе говоря, литература в наиболее возвышенном смысле этого понятия». В соответствии с этим он рассматривал «создание и критику утопий» как такую литературную форму, в которую лучше всего мог быть облачён «хороший социологический труд».
Это мнение разделял Айзек Азимов, который в своей статье «Социальная научная фантастика» сравнивал изображение возможного будущего и иных форм общественного устройства со своего рода «социальным экспериментом на бумаге». Приучать читателя к возможности изменений, заставлять его размышлять вдоль разнообразных направлений — в этом он усматривал «великую служебную роль научной фантастики». Научная фантастика, по убеждению Азимова, призвана систематически исследовать возможные пути общественного развития, своевременно предостерегать об опасных тенденциях и самое главное — сделать рациональное размышление о судьбах человечества достоянием возможно более широких масс.
Социальная фантастика получила особенно широкое распространение в социалистических странах Восточной Европы (творчество Ивана Ефремова, братьев Стругацких, Станислава Лема). Стругацких часто называют пионерами этого жанра.
К социальной фантастике постсоветского времени относятся произведения таких писателей-либералов, как Борис Стругацкий и Святослав Логинов; приверженцами имперской идее в разное время проявили себя из авторов социальной фантастики Эдуард Геворкян, Андрей Столяров, Роман Злотников, Виктор Бурцев; идеологом советизма показал себя Сергей Анисимов. Проглобалистские идеи присутствуют в принадлежащем к жанру социальной фантастики романе «Вариант „И“» Владимира Михайлова, антиглобалистские — в романе «Жёлтая линия» Михаила Тырина. В романе «Война за „Асгард“» Кирилл Бенедиктов даёт масштабную панораму человечества в середине XXI века; в ряде романов-катастроф Александра Громова даётся исследование социальных ограничений общественного инстинкта самосохранения; точный портрет российской провинции изображён в романе Михаила Тырина «Синдикат „Громовержец“». В романе Олега Дивова «Выбраковка» очень правдоподобно описана всероссийская «зачистка», а в цикле повестей и рассказов Владимира Покровского присутствует гротескно изображённая панорама мира будущего, в котором господствует очень выраженный экологизм.

### Хронофантастика

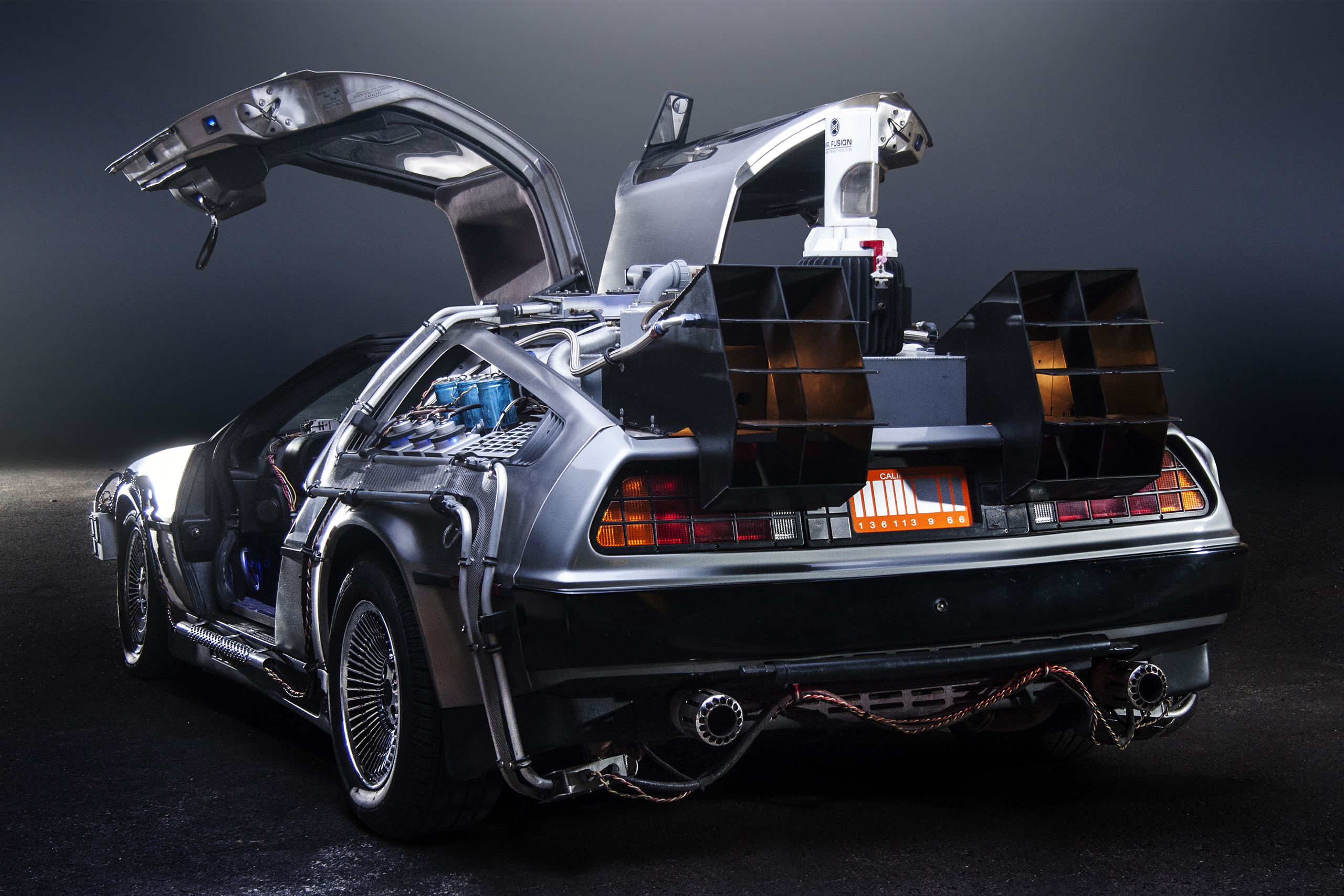
DeLorean DMC-12, машина времени из кинотрилогии «Назад в будущее»

Хронофантастика, темпоральная фантастика, или хроноопера, — жанр, рассказывающий о путешествиях во времени. Ключевым произведением этого поджанра считается «Машина времени» Уэллса. Хотя о путешествиях во времени писали и раньше (например, «Янки из Коннектикута при дворе короля Артура» Марка Твена), именно в «Машине времени» перемещение во времени впервые было намеренным и научно обоснованным, и таким образом этот сюжетный ход был введён конкретно в научную фантастику.
В XX веке фантастическое допущение о путешествии во времени, и даже туризме, получило развитие. Фантасты посвятили много произведений анализу временны́х парадоксов, которые могут быть вызваны путешествием в прошлое или возвращением из будущего в настоящее. Эта тема, например, поднимается в знаменитом рассказе Рэя Брэдбери «И грянул гром». Кир Булычёв использовал путешествие во времени в десятках своих книг, в том числе в цикле об Алисе.
Хронофантастика часто соединяется с альтернативной историей, Один из самых популярных сюжетов в хронофантастике описывает, как герой из настоящего, попавший в прошлое, изменяет ход истории. «Янки…» Твена послужил источником вдохновения для множества подобных книг. Самые известные «попаданческие» произведения:
- «Меж двух времён» Джека Финнея;
- «Фантастическая сага» и «Восстание во времени» Гарри Гаррисона;
- «Да не опустится тьма» Л. Спрэг де Кампа.

Также часто встречаются книги о параллельных мирах, образовавшихся из-за различного развития во времени, и людях, путешествующих между ними или даже контролирующих их развитие. Такое допущение лежит в основе произведений:
- «Три сердца и три льва» и цикл «Патруль времени» Пола Андерсона;
- «Перекрёстки времени» Андре Нортон;
- «Конец Вечности» Айзека Азимова;
- «Черновик» и «Чистовик» Сергея Лукьяненко;
- телесериал «Доктор Кто»[91].

Заезженная тема обрела второе дыхание в пародиях и иронической фантастике. Классические примеры:
- кинотрилогия «Назад в будущее»;
- фильм «Иван Васильевич меняет профессию»;
- фрагмент повести Стругацких «Понедельник начинается в субботу» (эпизод путешествия в описываемое будущее).

### Альтернативно-историческая
Произведения, в которых развивается допущение о том, что в прошлом произошло или не произошло какое-либо событие и что могло бы из этого выйти.
Первые образцы такого рода допущений встречаются ещё задолго до появления научной фантастики. Далеко не все они представляли собой художественные произведения — иногда это были серьёзные труды историков. Например, историк Тит Ливий рассуждал, что было бы, пойди Александр Македонский войной на его родной Рим. Знаменитый историк сэр Арнольд Тойнби также посвятил Македонскому несколько своих эссе: что было бы, если бы Александр прожил дольше, и наоборот, если бы его не было вообще. Сэр Джон Сквайр выпустил целую книгу исторических эссе, под общим заглавием «Если бы всё вышло не так».

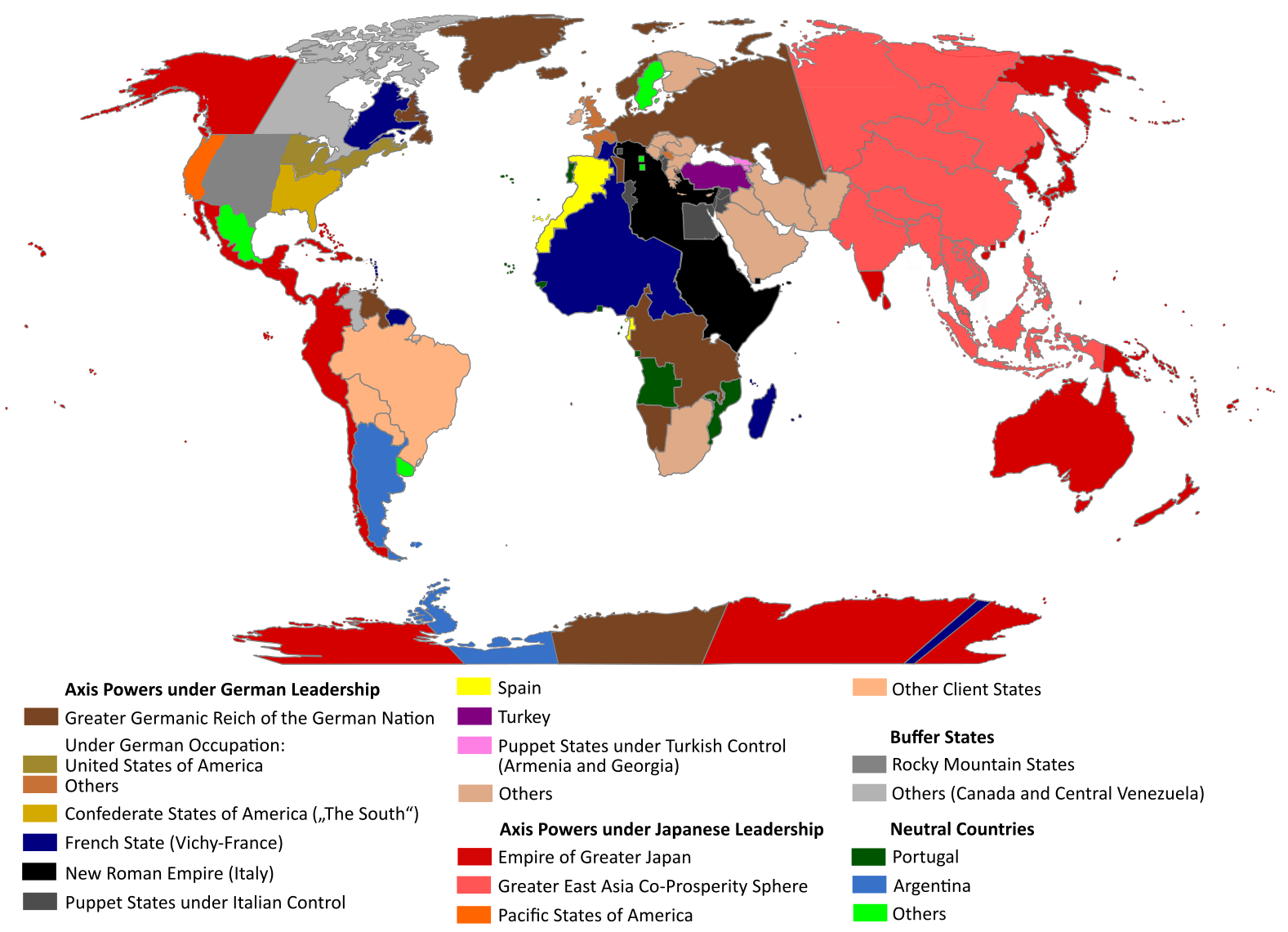
Политическая карта мира в произведении Филипа К. Дика «Человек в высоком замке», в мире, где нацисты победили во Второй мировой войне

В XIX веке к альтернативной истории стали прибегать авторы патриотических утопий, чтобы «переписать историю» в свою пользу. Француз Луи Жоффруа описал мир, в котором Наполеон победил всех своих противников, англичанин Натаниэль Готорн «оставил в живых» своих соотечественников Байрона и Китса, американец Кастелло Холфорд придумал американскую утопию, в которой колонисты находят золото на побережье Вирджинии. Как и многое другое, альтернативную историю в научную фантастику ввёл Герберт Уэллс. В своей книге «Люди как боги» Уэллс соединил хронофантастику, альтернативную историю и патриотическую утопию: он ввёл фантдопущение множества параллельных миров, ветвящихся от ключевых точек в истории и развивающихся каждый сам по себе. В одном из них обнаруживается утопическая, процветающая Англия.
Самые популярные «ключевые точки» в альтернативной истории — это величайшие битвы и войны. Особенно часто описывается победа Германии во Второй мировой войне — как правило, в виде антиутопии-предупреждения (Филип К. Дик — «Человек в высоком замке», многие книги Гарри Тёртлдава и др.). Часто «переписывают» итоги гражданской войны в США (особенно Геттисбергской битвы), революции и гражданской войны в России, битвы при Гастингсе, Наполеоновских войн. При этом многие авторы в угоду патриотическим настроениям переписывают историю «в свою пользу». Отмечается, что в нынешней российской фантастике публикуется множество альтернативных историй и хроноопер, где история России переписана в патриотическом духе, в соответствии с убеждениями автора (например, монархическими или социалистическими).
Существуют и такие виды альтернативной истории, как альтернативная география и криптоистория. Альтернативная география исходит из допущения, что география Земли отличается от известной нам, и с этим связаны перемены в истории. Классический образец — роман В. Аксёнова «Остров Крым»: в нём Крым оказывается островом, Фрунзе не может штурмовать Перекоп, и барон Врангель создаёт в Крыму независимое государство. Криптоистория же «изменяет» не настоящее и будущее, а прошлое. Она основана на допущении, что реальная история отличается от известной нам, но была забыта, скрыта или сфальсифицирована. Автором ряда таких книг является Андрей Валентинов — например, в его цикле «Око силы» за всеми значимыми событиями в истории Земли стоят инопланетные «кукловоды».
Альтернативная история давно вышла за пределы литературы. В кинематографе и на телевидении известны, например, художественные фильмы «Красный рассвет», «Филадельфийский эксперимент II», «Родина» («Фатерлянд»), телесериал «Скользящие», постановочно-документальный сериал «Альтернативная история» (с эпизодами истории России/СССР разных эпох), псевдодокументальные фильмы «Первые на Луне» и «Аполлон 18» (оба — криптоистория о полёте советских космонавтов на Луну), «КША: Конфедеративные Штаты Америки», мультсериал Zipang и другие фильмы и телесериалы об альтернативной истории. К компьютерным играм об альтернативной истории холодной войны, по сюжету переросшей в настоящую войну между Россией и США, относятся Red Alert (войны с нацизмом не было, и холодная война переросла в горячую), TimeShift, Resistance: Fall of Man (войны с нацизмом не было, и на Землю напали инопланетяне), World in Conflict (из-за мирового кризиса СССР пришлось напасть на США), Fallout (мир, где Китай стал сверхдержавой и начал войну за ресурсы с США, впоследствии война закончилась взаимным обменом ядерными ударами).

### Апокалиптическая и постапокалиптическая

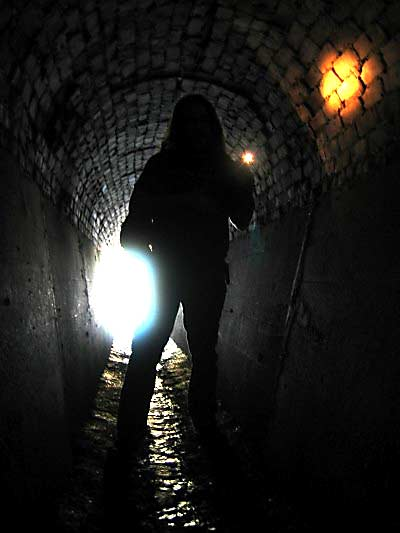
Популярность постапокалиптической фантастики — одна из причин популярности «сталкерского туризма»

Тесно связанные жанры, действие произведений в которых происходит во время или вскоре после катастрофы планетарного масштаба (столкновения с метеоритом, ядерной войны, экологической катастрофы, эпидемии).
Одним из первых образцов современного постапокалипсиса был роман Мэри Шелли «Последний человек», в котором человечество гибнет от страшной эпидемии. Джек Лондон написал повесть «Алая чума» на ту же тему.
Однако настоящий размах постапокалиптика получила в эпоху холодной войны, когда над человечеством нависла реальная угроза ядерной войны. В этот период создаются такие произведения, как:
- «Песнь о Лейбовице» У. Миллера;
- «Dr. Bloodmoney» Ф. Дика;
- «Ужин во Дворце Извращений» Тима Пауэрса;
- «Пикник на обочине» Стругацких[99];
- «Мальвиль» Робера Мерля.

Произведения в этом жанре продолжают создаваться и после окончания холодной войны (например, «Метро 2033» Д. Глуховского).
Постапокалипсис особенно популярен в кино («Сталкер» А. Тарковского, серии фильмов «Безумный Макс» и «Планета обезьян»), компьютерных играх (Fallout, S.T.A.L.K.E.R.), комиксах. В этих произведениях рисуется человечество, отброшенное катастрофой назад в развитии, вынужденное выживать в условиях высокой радиации, борьбы с мутантами или с тоталитарным правительством, нехватки продовольствия и энергии. В книге П. Буля «Планета обезьян» и её экранизациях показана Земля, на которой обезьяны развились в новый разумный вид и вытеснили людей. Другая распространённая тема в постапокалипсисе — глобальная война людей с другим видом, гибель цивилизации в результате восстания машин (киносерии «Терминатор» и «Матрица») или вторжения инопланетян («Обливион», «Поле битвы: Земля»).
Постапокалипсис и антиутопия часто пересекаются. Так, в романе «451 градус по Фаренгейту» Рэй Брэдбери происходит атомная война. Во многих книгах и фильмах в жанре антиутопии тоталитаризм складывается как «защитная реакция» общества после ужасной катастрофы («V — значит вендетта», «Эквилибриум», ремейк «Вспомнить всё»). Произведения о восстании машин часто пересекаются с киберпанком — примером может служить «Матрица». Часты пересечения и с альтернативной историей: в серии Гарри Тертлдава «Мировая война» ядерное оружие применяется уже в 1943 году. В романе «День триффидов» Джон Уиндем соединил литературу ужасов и постапокалипсис, Стивен Кинг в «Тёмной башне» — постапокалипсис и фэнтези.

### Утопии и антиутопии

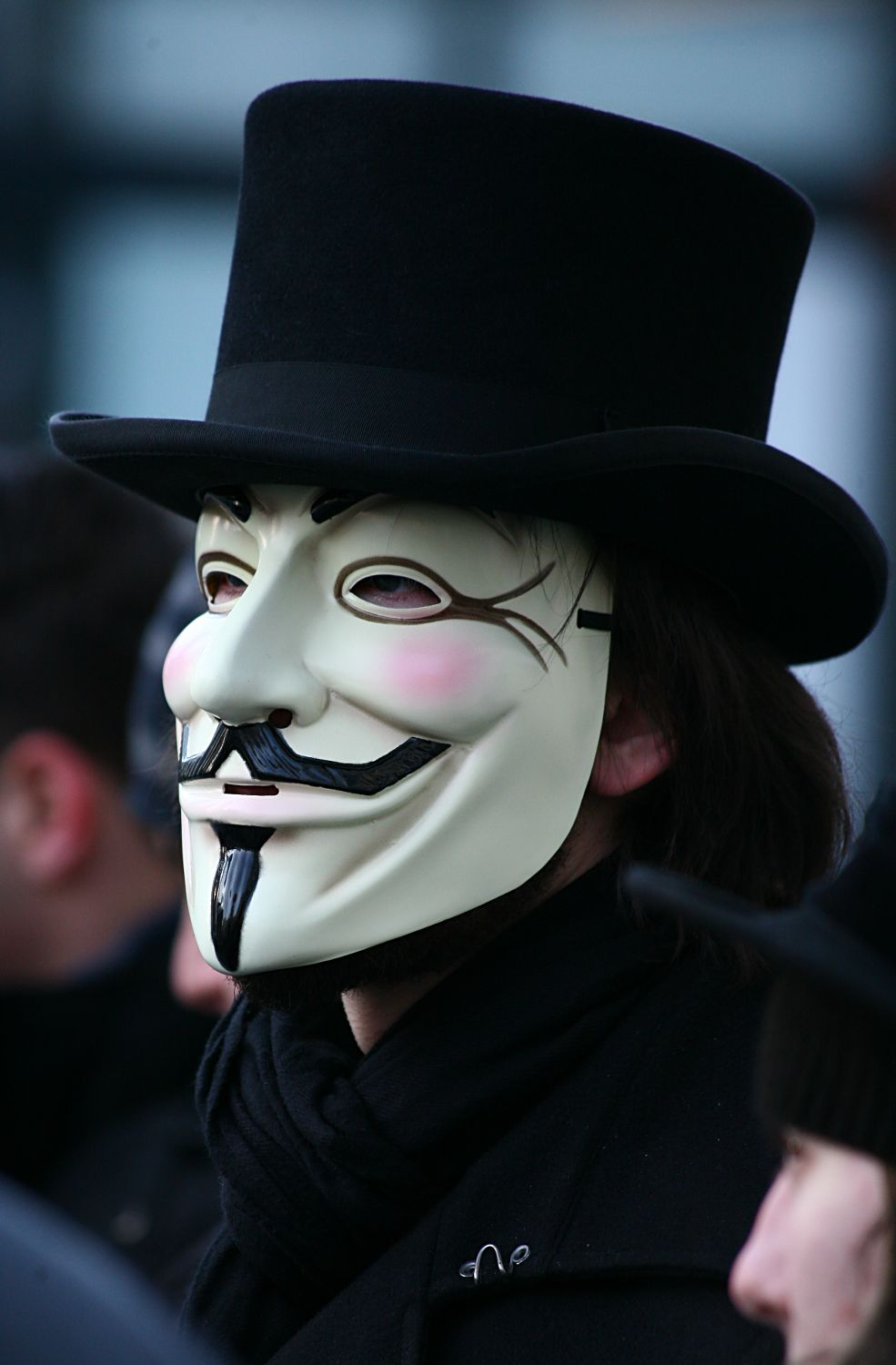
Маска Гая Фокса из антиутопических комикса и фильма «V — значит вендетта» стала международным символом протеста

Утопии и антиутопии — жанры, посвящённые моделированию общественного устройства. В утопиях рисуется идеальное общество, выражающее воззрения автора. В антиутопиях — полная противоположность идеалу: ужасное, обычно тоталитарное, общественное устройство.
Жанр утопии значительно старше жанра научной фантастики и слился с ним лишь в последнее столетие. Начало жанра было положено ещё трудами античных философов, посвящёнными созданию идеального государства. Название жанра происходит от одноимённого произведения Томаса Мора.
В XIX—XX веке в научной фантастике начали появляться образы будущего социального устройства Земли — как идеальные, с точки зрения авторов, так и отталкивающие, призванные предупредить несимпатичные авторам общественные тенденции. Первой научно-фантастической антиутопией называют «Когда спящий проснётся» Г. Уэллса (1897.
Бурные события XX века, череда мировых войн и революций, установление диктатур, породили целый ряд произведений в обоих жанрах. Ключевые антиутопии XX века:
- «Мы» Е. Замятина;
- «1984» Джорджа Оруэлла;
- «О, дивный новый мир» и «Остров» Олдоса Хаксли;
- «451 градус по Фаренгейту» Рэя Брэдбери[101][102].

Жанр утопии в XX веке на Западе оказался менее востребован, среди немногих образцов — «Люди как боги» всё того же Уэллса.
В СССР многие авторы обращались к коммунистической утопии, рисуя идеальное коммунистическое общество будущего. Такими, например, являются романы:
- «Туманность Андромеды» И. Ефремова;
- «Незнайка в Солнечном городе» Н. Носова;
- «Полдень, XXII век» братьев Стругацких[101];
- «Девушка у обрыва» Вадима Шефнера.

В кинематографе антиутопия началась с классического немого фильма 1927 года «Метрополис», в котором присутствовали все основные элементы антиутопии: технологически развитое тоталитарное, разделённое на касты общество и борющийся за его изменение герой. Другие ключевые антиутопии: «Заводной апельсин» (по одноимённому роману Бёрджеса), «Гаттака», «Эквилибриум», «V — значит вендетта» (по одноимённому комиксу Алана Мура). Сложилась даже разновидность развлекательных антиутопий, в которых типичный сеттинг антиутопии служит как фон для приключений героев: «Бегство Логана», «Судья Дредд», «Эон Флакс», «Ультрафиолет». Фильмы в жанре утопии встречаются реже. К ним относят, например, экранизацию «Туманности Андромеды» и других утопий.

### Космическая опера

Бак Роджерс на обложке журнала Amazing Stories — одного из крупнейших издателей космической оперы

«Космической оперой» называется развлекательная приключенческая НФ, публиковавшаяся в популярных в 1920—1950-х годах в США в pulp-журналах. Название было дано в 1940 году Уилсоном Такером и поначалу было презрительной характеристикой (по аналогии с «мыльной оперой»). Однако со временем термин прижился и перестал носить негативный оттенок.
Действие «космоопер» происходит в космосе и на других планетах («планетарная фантастика»), обычно в условном «будущем». В основе сюжета лежат приключения героев, а масштабы происходящих событий ограничены лишь фантазией авторов. Изначально произведения этого жанра были чисто развлекательными, но впоследствии приёмы «космической оперы» вошли и в арсенал авторов художественно значимой фантастики.
Классиками космооперы были:
- Эдгар Берроуз с циклом о приключениях Джона Картера на Марсе;
- Эдмонд Гамильтон («Звёздные короли», «Звёздный волк»)[103];
- Мюррей Лейнстер[104];
- Э. Э. «Док» Смит («Ленсмены»).

Эти произведения публиковались в знаменитых pulp-журналах Weird Tales, Amazing Stories, Wonder Stories, Astounding Science Fiction. Тогда же появились первые многоавторские сериалы книг и комиксов — «Бак Роджерс», «Флэш Гордон» и др.
К 1950-м годам из-за высокой коммерциализации и штамповости в жанре космооперы наступил кризис, его популярность упала. Возродить её сумел кинематограф, в первую очередь серией фильмов «Звёздные войны», а также телесериалами «Звёздный путь» и «Звёздный крейсер „Галактика“».
В жанре космической оперы прославились и такие фантасты, как Андре Нортон (цикл «Королева солнца»), Гарри Гаррисон (цикл «Стальная крыса»).
Особо популярная категория космооперы — военно-космическая фантастика, посвящённая крупномасштабным войнам цивилизаций в космосе, а иногда и дипломатическим и шпионским интригам. Характерные образцы такой литературы:
- «Хонор Харрингтон» Д. Вебера;
- «Барраяр» Л. Буджолд;
- «Завтра война» А. Зорича.

Среди примеров в других сферах — телесериалы «Вавилон-5», «Макросс», компьютерные игры Starcraft, Master of Orion, Freespace, Mass Effect, «Космические рейнджеры», игры по вселенной «Звёздных войн», вселенная настольной игры Warhammer 40000. Поджанр планетарной фантастики представлен такими фильмами, как «Аватар», «Джон Картер», серия фильмов «Чужой».
Хотя космическая опера в целом считается развлекательным жанром, её приёмы используются и авторами более «серьёзных» направлений НФ. Так, социальную фантастику с космооперой сочетают:
- «Дюна» Ф. Герберта;
- «Обитаемый остров» братьев Стругацких;
- «Звёздный десант» Р. Хайнлайна;
- «Игра Эндера» О. С. Карда;
- «Гиперион» Д. Симмонса.

Нередко встречается смешение космической фантастики и киберпанка. Подобное сочетание характерно для творчества Брюса Стерлинга, Юкито Кисиро, Аластера Рейнольдса и Андрея Ливадного.

### Киберпанк
Жанр, рассматривающий эволюцию общества под воздействием новых технологий, особое место среди которых уделено телекоммуникационным особенностям, компьютерным, биологическим и, не в последнюю очередь, социальным. Обычно в киберпанке описывается мир дистопии недалёкого будущего, где присутствует высокое технологическое развитие, информационные технологии и кибернетика, конфликты между хакерами, искусственным интеллектом и сверхкрупными корпорациями. Мир киберпанка характеризуется формулой «High tech. Low life» («Высокие технологии, низкий уровень жизни»), причём низкий уровень жизни подразумевает не только бедность, но и незащищённость, бесправие, бесперспективность. К элементам киберпанка относятся киберпространство, виртуальная реальность, киборги, биороботы, городские трущобы в постапокалиптическом стиле, мафия, кибертерроризм, квантовая физика.
Название «киберпанк» придумал писатель Брюс Бетке, а литературный критик Гарднер Дозуа подхватил его и стал использовать как название нового жанра, введя определение «High tech, low life».

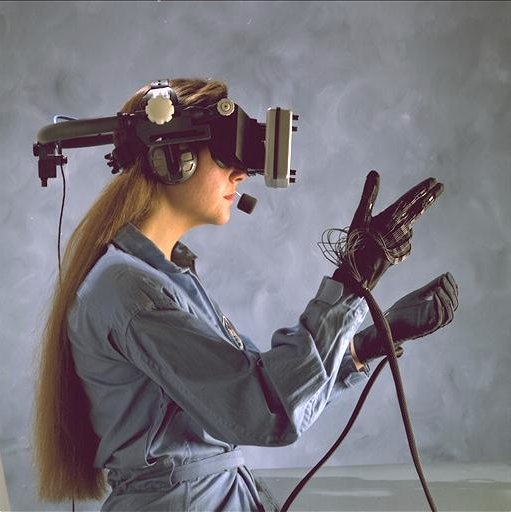
Виртуальная реальность — одна из самых популярных тем в киберпанке

Классиками и отцами-основателями киберпанка называют Уильяма Гибсона («Нейромант», 1984) и Брюса Стерлинга («Схизматрица», 1985), а также Филипа К. Дика, в некоторых своих книгах — «Мечтают ли андроиды об электроовцах?», «Из глубин памяти» и других — предвосхитившего киберпанк ещё в 1960—1970-е годы. К первой волне киберпанка относятся также Пэт Кэдиган, Руди Рюкер и Джон Ширли.
В 1990-е годы жанр разросся и приобрёл популярность. В это время появились молодые авторы, такие как Тэд Уильямс (цикл «Иноземье»), Пол ди Филиппо («Рибофанк»), Нил Стивенсон. Однако реальное развитие высоких технологий уже начало обгонять фантазию авторов, поэтому киберпанк в его изначальном виде постепенно растворился в стилевых экспериментах и смешениях с другими жанрами — так называемом посткиберпанке. В частности, введение в киберпанк тем нанотехнологий и биоинженерии привело к возникновению таких экзотических поджанров, как нанопанк и биопанк, а литературные эксперименты с темами киберпанка в антураже XIX века, где роль новых, меняющих общество технологий выполняют не компьютеры, а паровые машины и сложные механические устройства, породили новый, самостоятельный жанр научной фантастики — стимпанк.
Киберпанк порой выступает как описание эволюции Интернета. Виртуальные миры могут носить названия «киберпространство», «Сеть», «Матрица», «глубина» (С. Лукьяненко «Лабиринт отражений»).
К самым известным представителям российского киберпанка относятся Сергей Лукьяненко, Владимир Васильев, Александр Тюрин.
Киберпанк широко представлен в кинематографе, хотя многие картины балансируют на грани киберпанка и других видов фантастики. Это, например, многочисленные экранизации книг Ф. К. Дика: «Бегущий по лезвию», «Вспомнить всё» и его ремейк, «Особое мнение». «Джонни-мнемоник» является экранизацией одноимённой книги Гибсона, а «Газонокосильщик» можно назвать неавторизованной экранизацией романа Дэниела Киза «Цветы для Элджернона», перенесённой в жанр киберпанка. По оригинальным сюжетам поставлены фильмы «Нирвана», «Элизиум» и кинотрилогия «Робокоп». Самым успешным кинопроизведением в этом жанре остаётся трилогия «Матрица» братьев Вачовски, имеющая также черты постапокалипсиса. В ней вводится принципиально новый для киберпанка сюжетный ход: вся жизнь в XXI веке на самом деле виртуальная реальность, продукт иллюзий для нашего мозга. В мультипликации создан целый ряд фильмов и телесериалов в жанре киберпанк, в основном в Японии: «Призрак в доспехах», «Эрго Прокси», «Эксперименты Лэйн» и др.
В духе киберпанка выдержаны и многие видеоигры, в частности серия Deus Ex, «Код доступа: РАЙ» (продолжения — «Власть закона» и «HTPD: Власть закона»), Syndicate, System Shock и др.
Киберпанк часто пересекается с другими видами НФ, особенно с антиутопией. Почти в любом произведении киберпанка есть оттенок капиталистической антиутопии: продажные СМИ, всесильные корпорации, тотальный контроль. Это особенно характерно для книг Ф. К. Дика и их экранизаций. Постапокалипсис сочетается с киберпанком в фильмах «Искусственный разум», «Эрго Прокси», «Сны Оружия», кинотрилогии «Матрица», новой версии «Вспомнить всё».

### Стимпанк
Стимпанк (паропанк) — направление НФ, описывающее альтернативный вариант истории человечества, в рамках которого в совершенстве была освоены технология паровых машин и механика. Авторы стимпанка используют стилизацию под эпоху викторианской Англии (вторая половина XIX века) и эпоху раннего капитализма с характерным городским пейзажем и контрастным социальным расслоением. В основе образности стимпанка — технологии, основанные на механике и паровых машинах, достигших высоких степеней развития: паровозы, гражданские и боевые корабли, паровые экипажи, дирижабли, примитивные аэропланы и другие механизмы, сделанные из листового металла с заклёпками, медных труб и дерева. Внешний вид механизмов, как правило, описывается в стилистике конца XIX века. В улицах и домах применяется газовое освещение. Характерен начальный уровень развития электричества и применение таких механических «компьютеров», как арифмометр, вычислительная машина Бэббиджа, телеграф. Однако используемые технологии могут поражать воображение: например, «антигравитация» и прочие фантастические атрибуты.

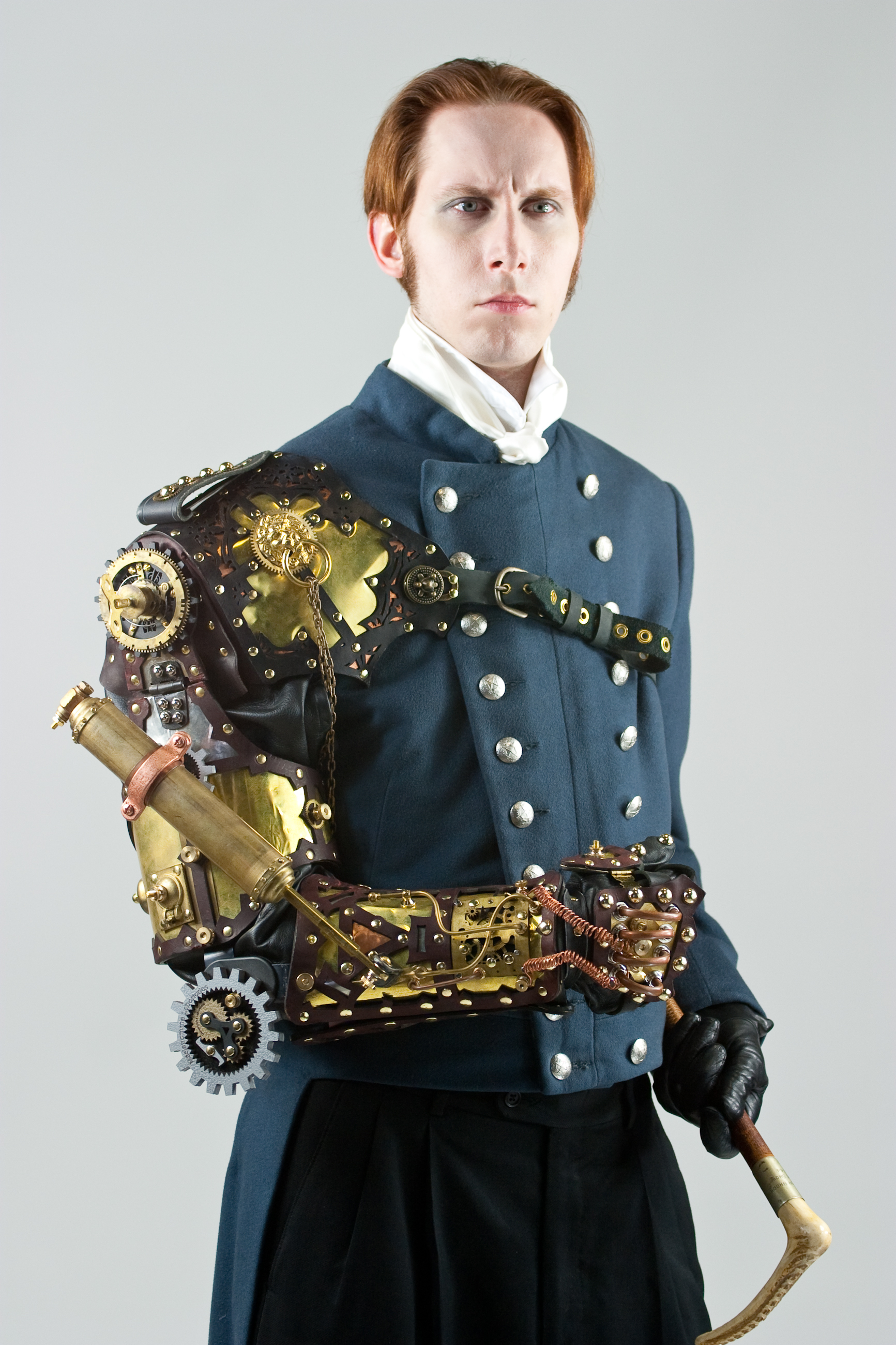
Косплеер в стимпанковском костюме

Стимпанк был создан в подражание таким классикам фантастики, как Жюль Верн и Альбер Робида. Он сформировался из очень разрозненных произведений, объединённых описанной техникой и антуражем, и получил признание как жанр в конце XX века. Однозначного мнения об основателях жанра нет, к ранним образцам стимпанка иногда относят трилогию «Кочевники времени» Майкла Муркока, «Ночь Морлоков» Кевина У. Джетера, «Машину различий» Гибсона и Стерлинга. Среди современных авторов стимпанка — Чайна Мьевиль («Нью-Корбюзон»), Скотт Вестерфельд («Левиафан»), Вадим Панов («Герметикон»).
Хотя корни стимпанка в твёрдой научной фантастике, элементы его стали популярны и в фэнтези, где сформировался свой, фэнтезийный стимпанк — разновидность технофэнтези (см. ниже), сочетающая технологии XIX — начала XX века с магией и фольклорными существами. Примеры фэнтезийного стимпанка — вселенная Warhammer Fantasy, игры Arcanum, Myst, Thief, «Сибирью.
Стимпанк, как научно-фантастический, так и фэнтезийный, особенно широко представлен в аниме, в частности в ряде мультфильмов Хаяо Миядзаки («Небесный замок Лапута», «Ходячий замок»), мультсериале «Изгнанник», мультфильме «Стимбой». В игровом кинематографе стимпанк представлен такими фильмами, как «Дикий, дикий Вест», «Лига выдающихся джентльменов» (по одноимённому стимпанковскому комиксу Алана Мура).
Иногда, помимо стимпанка, выделяют поджанры, основанные на других ретротехнологиях. Так, миры в духе середины XX века называют «дизельпанком» (например, фильм «Небесный капитан и мир будущего»).

### Научное фэнтези и технофэнтези
Научное фэнтези (англ. Science fantasy) — гибридное направление, созданное на стыке научной фантастики и фэнтези. Иногда в научной фантастике применяется и мифология фэнтези (Роджер Желязны «Князь света», Дэн Симмонс «Илион»). Близким к направлению научного фэнтези является технофэнтези, в которой присутствует сосуществование или соединение науки и магии, например «Лиловый шар» Кира Булычёва и «Джек из Теней» Роджера Желязны.